# Rối loạn vô tuyến
Rối loạn vô tuyến là các rối loạn mật độ điện tích trên tầng điện ly của Trái Đất, khi có gió Mặt Trời mạnh, đặc biệt là trong các cơn bão từ, gây ảnh hưởng đến liên lạc vô tuyến.
Khí quyển Trái Đất có tầng điện li. Không khí ở tầng này bị ion hóa bởi các hạt năng lượng cao đến từ Mặt Trời và từ vũ trụ, tạo ra các hạt mang điện lơ lửng. Tùy theo mật độ (n) của các hạt mang điện mà tầng điện li có khả năng cho truyền qua hoặc phản xạ các sóng vô tuyến có tần số (f) khác nhau. Mật độ các hạt mang điện lớn thì sóng phản xạ có tần số phải càng lớn:  
n ~ f2
Để liên lạc đi xa người ta dùng các sóng ngắn có tần số thích hợp để sóng này có thể phản xạ trên tầng điện li và do vậy sóng có thể truyền tới mọi nơi trên mặt đất.
Trong thời kỳ Mặt Trời hoạt động mạnh đặc biệt là khi có sự bùng nổ thì các tia Rơnghen và các dòng electron và proton đến Trái Đất được tăng cường. Khi các dòng này va chạm vào khí quyển Trái Đất, không khí ở tầng điện li bị ion hóa mạnh hơn dẫn đến mật độ các hạt mang điện được tăng lên rất nhiều lần. Điều này dẫn đến tần số các sóng vô tuyến thỏa mãn điều kiện phản xạ ở tầng điện li bị nâng cao. Các sóng vô tuyến mà các đài phát thường dùng không còn thỏa mãn các điều kiện phản xạ nữa và do đó việc liên lạc bằng sóng vô tuyến không còn diễn ra bình thường nữa, có khi bị mất hẳn. Điều này dẫn đến nhiều hậu quả cho những hoạt động phụ thuộc vào liên lạc vô tuyến trong cuộc sống của con người.